# NGC 2580
NGC 2580 (другие обозначения — OCL 709, ESO 431-SC6) — рассеянное звёздное скопление в созвездии Кормы. Открыто Джоном Гершелем в 1837 году.
Угловой диаметр скопления составляет 6—7 минут дуги. Оно удалено от Солнца на 4 килопарсека и находится между галактическими рукавами Персея и Ориона, ближе к последнему. Возраст скопления составляет 160 миллионов лет. Его наиболее яркие звёзды имеют видимую величину 11—12m; это голубые ранние A- или поздние B- субгиганты. В функции светимости скопления наблюдается два необычных провала на видимых звёздных величинах 13—14m и 17—18m.
Этот объект входит в число перечисленных в оригинальной редакции «Нового общего каталога».